# Karl Friedrich von Kübeck
Karl Friedrich Kübeck von Kübau (født 28. oktober 1780 i Iglau, Mähren, død 11. september 1855 i Hadersdorf (bydel i Wien) var en østrigsk friherre og statsmand.
Kübeck, der var af ringe byrd (skræddersøn), indtrådte tidlig i statstjenesten og blev 1814 referent i statsrådet for finanssager (udkastede i 1818 plan til en centralbank). 1821—22 fulgte han kejseren til kongresserne i Laibach og Verona, blev derefter friherre og i 1840 præsident for Hofkammeret, samt overtog samme år finansernes styrelse. 17. Marts 1848 optoges han i grev Kolowrats ministerium, men afgik allerede i april. I 1850 blev han formand for Rigsrådet og ledede det gennemsyn af forfatningen, som endte med dens fuldstændige ophævelse. Hans brodersøn Aloys Kübeck (1819—73) var 1859—66 Østrigs sendemand ved Forbundsdagen i Frankfurt og 1872 ved pavehoffet.